# ميس جزر سليمان
ميس جزر سليمان (الاسم العلمي:Celtis salomonensis) هو نوع من النباتات يتبع جنس الميس من الفصيلة القنبية. سمي هذا النوع نسبةً إلى جزر سليمان.